# Vicky Holland
Vicky Holland, född den 12 januari 1986 i Gloucester, är en brittisk triathlet.
Hon tog OS-brons i damernas triathlon vid olympiska sommarspelen 2016 i Rio de Janeiro..